# Makhanda

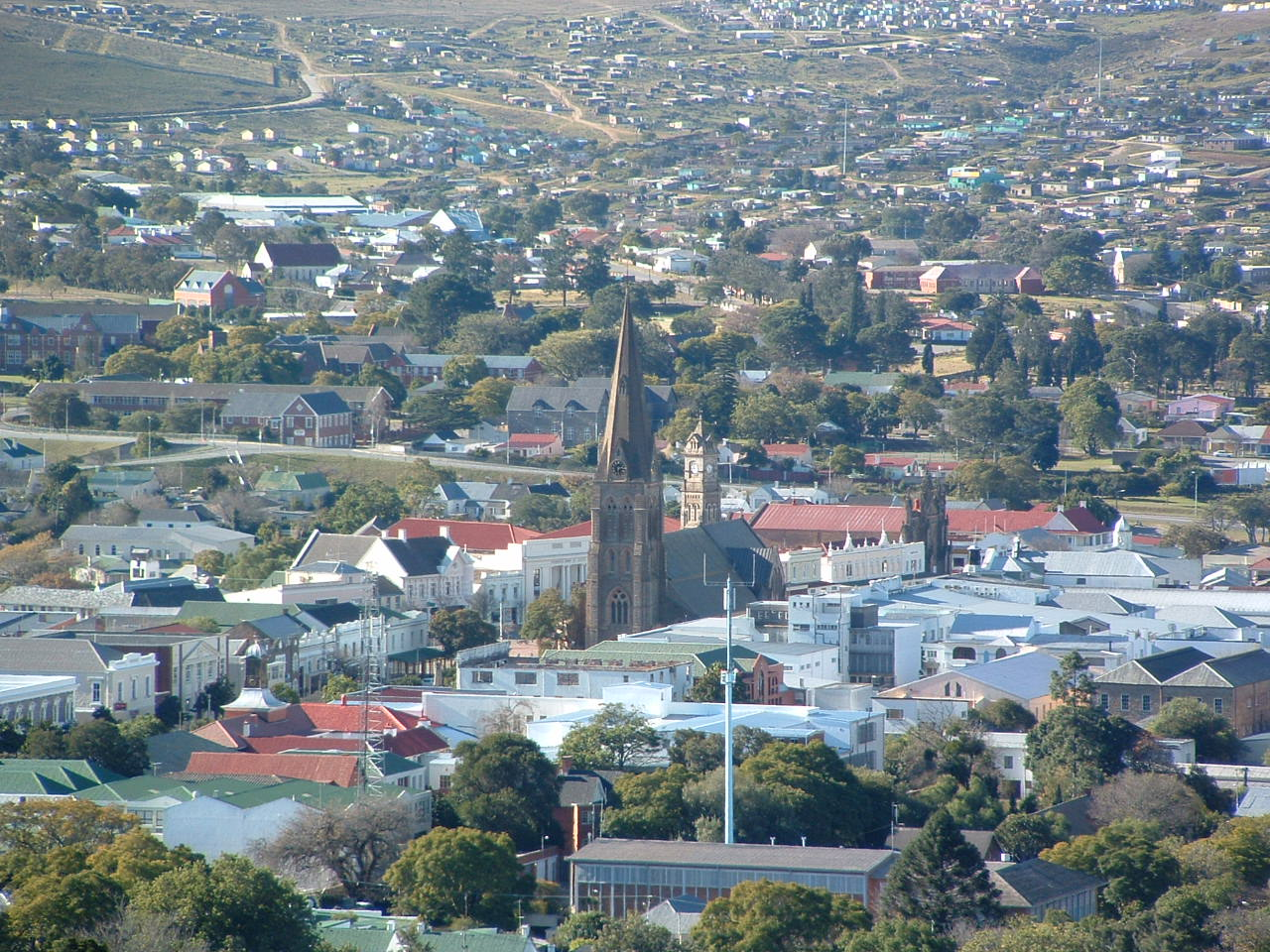
Grahamstown år 2002.

Makhanda (isiXhosa: iRhini), tidigare Grahamstown (afrikaans: Grahamstad), är en stad i Östra Kapprovinsen i Sydafrika. Makhanda är sammanuxen med Rhini i nordost, och dessa två orter hade sammanlagt 67 264 invånare vid folkräkningen 2011.
Makhanda tillhör kommunen Makana Local Municipality i Cacadudistriktet.

## Allmänt
2011 räknades 78,9 % av stadens befolkning som afrikaner, 11,3 % som färgade, 8,4 % av europeisk härkomst, och resterande av övrig härkomkst.
Efter 1994, då apartheid föll, har en omfattande inflyttning skett av folket xhosa från det förra bantustanet Ciskei, som låg cirka tio mil nordost om staden. Trots att vita människor är i klar minoritet är de i klar majoritet i stadens styre. De flesta andra orter i kommunen styrs politiskt av människor med afrikanskt ursprung.
Från Makhanda är det cirka 13 mil till Port Elizabeth och cirka 18 mil till East London.
Makhanda är stiftsstad i Anglican Church of Southern Africa, som även har en högskola (Rhodes University) i staden. I Makhanda finns också en domstol.

## Historia
År 1812, under det fjärde xhosakriget, upprättade den brittiske överstelöjtnanten John Graham sitt högkvarter på platsen där staden nu ligger. Runt där han hade sitt högkvarter växte en stad upp som kallades Grahams' Town. När kriget var slut stannade Graham kvar och gifte sig med Johanna Catharina Cloete, en ättling till den förste nybyggaren i Kapkolonin. Paret fick tre döttrar och en son. 1912 restes ett monument vid det träd där han tog beslut om att anlägga staden.
Under det femte xhosakriget, den 22 april 1819, var staden nära att falla när en xhosaöverstepräst, Mgana Nxele, även kallad Makana, anföll staden med tiotusen xhosakrigare. Grahamstown hade vid tillfället endast en liten garnison på trehundrafemtio män. Staden blev undsatt i sista stund av khoisaner under ledning av Jan Boesak. Ettusen xhosa miste livet, och platsen för slaget är numera känd som "Blodets plats". Ett monument över fallna xhosakrigare är rest på platsen. Makana togs till fånga och fängslades på Robben Island. Kommunen där Makhanda ligger heter i dag Makana.
1820 anlände fyratusen brittiska nybyggare, varav många flyttade in i Grahamstown. 1833 beskrevs Grahamstown så här: ”Två eller tre rika engelska köpmän, men knappast societet i vanlig mening. Offentliga biblioteket är en eländig historia.”
Makhanda har Sydafrikas äldsta ännu utgivna tidning; Grocott's Mail grundades 1870 av familjen Grocott, som köpte den existerande tidningen Grahamstown Journal som började utges 1831.

## Namn
Då stadens tidigare namn Grahamstown ansågs starkt kopplat till det tidigare kolonialväldet föreslogs efter apartheids fall att staden skulle byta namn. Ett förslag var Rhini, stadens namn på xhosa, men förslaget var omstritt. Stadens namnbyte från Grahamstown till Makhanda publicerades officiellt den 29 juni 2018. Staden döptes officiellt om till Makhanda till minne av xhosa-krigaren och profeten Makhanda ka Nxele.

## Festivaler
Två stora festivaler hålls årligen i Makhanda:
- En konstfestival i juni-juli som lär vara den största konstfestivalen i Sydafrika.
- En vetenskapsfestival som vanligen hålls i mars eller april. 2009 förväntades 50 000 besökare.

## Galleri

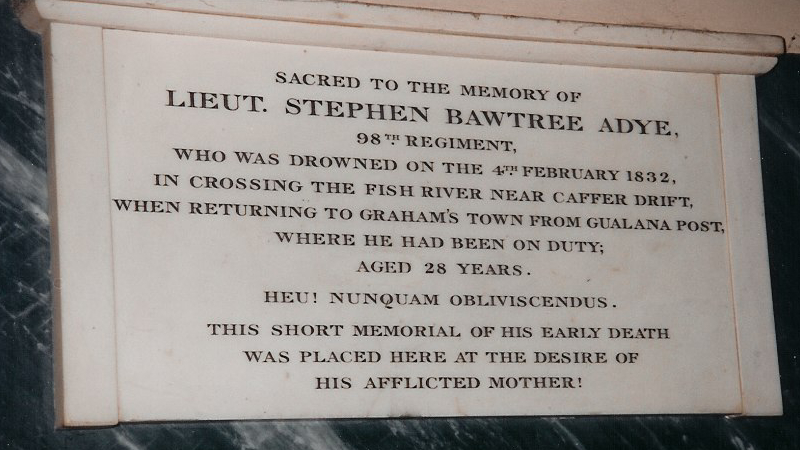
Minnestavla i stadens katedral över en fallen löjtnant.
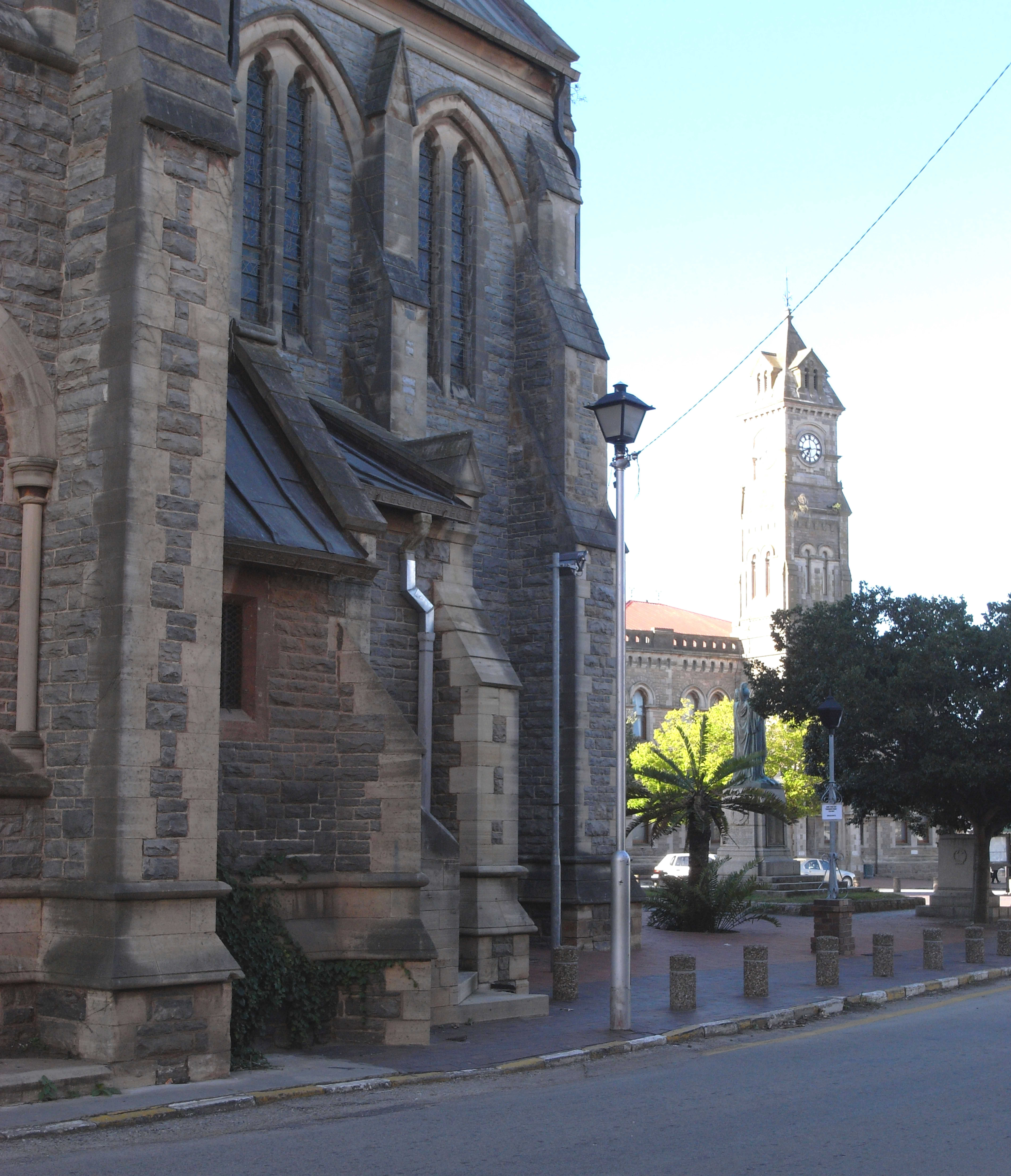
St. Michael och St. George katedral i Makhanda.
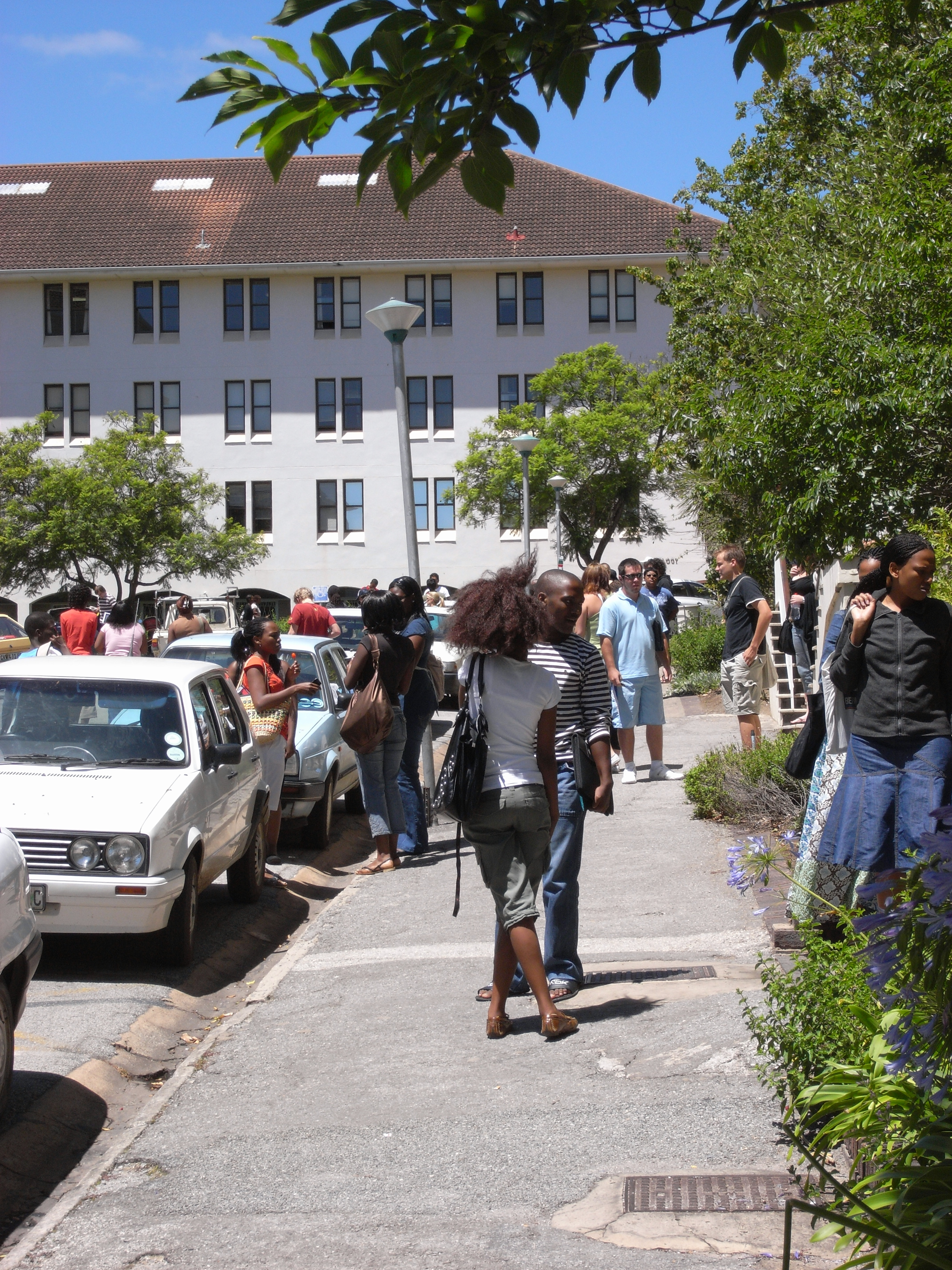
Rhodesuniversitet.